# Hepatită
Hepatita este o boală infecțioasă de natură virală, microbiană sau toxică a ficatului care constă în distrugerea celulelor hepatice.
Există mai multe forme ale bolii ca: Hepatită A, Hepatită B, Hepatită C, Hepatită D, Hepatită E, Hepatită F, Hepatită G. Indiferent de agentul cauzal, boala se manifestă la început prin simptome nespecifice, uneori  febră ușoară, lipsa apetitului, emeză (grețuri, vomitări), scăderea randamentului fizic și psihic, ca și dureri abdominale, urina devine de culoare închisă, fecalele de culoare deschisă  și apar forme icterice. Boala produce de regulă în final ciroză, sau cancer de ficat. După incindența bolii, România se află printre primele locuri în Europa, din cauza costului ridicat al tratamentului, conform programului Casei Naționale de Sănătate, numai 1% din bolnavi sunt tratați cu medicație antivirală.

## Hepatita cu origine necunoscută
Situație alarmantă la nivel mondial în urma unei hepatite acute, cu origine necunoscută. Cazurile de îmbolnăvire cu Hepatită cresc de la o zi la alta. La acest moment, sunt infectați cu virusul hepatic acut peste 200 de persoane, la nivel mondial. Vârstele infectaților este cuprins între o lună și 16 ani.

## Hepatită cu origine necunoscută în România
În România, situația este la fel de alarmantă, fiind înregistrat un prim caz de infectare cu virusul hepatic acut. Persoana infectată este o minoră în vârstă de 5 ani, internată la Spitalul Grigore Alexandrescu din Capitală pe data de 4 aprilie. Starea minorei nu este una foarte bună, având nevoie urgent de un transplant hepatic. 
Alte două cazuri au fost confirmate în România, ale unor minori în vârstă de 16, respectiv 10 ani. Minorul de 16 ani este un individ de sex masculin, iar minorul de 10 ani, este de sex feminin. Băiatul a fost confirmat cu hepatită acută severă necunoscută Adenovirusul F41, la data de 19 aprilie, iar starea lui este stabilă, dar rămâne sub atenta supraveghere a medicilor. Minora a fost confirmată cu hepatită pe 26 aprilie, însă a fost externată cu stare ameliorată. Ambii minori locuiesc în județul Sibiu. 
De asemenea, probele ale altor doi copii sunt analizate de către medici, un bebeluș de 8 luni, respectiv un copil de 10 ani. 
La data de 30 de aprilie 2022, fata în vârstă de 5 ani a fost operată, având nevoie de 150-200 de grame de ficat, cantitate preluată de la un tânăr cadaveric în vârstă de 17 ani. Operația a decurs bine, însă în urma prelucrării probelor, s-a ajuns la concluzia că fata suferea de Boala Wilson. La data de 17 mai 2022, fetița a decedat având ciroză.

## Sfaturi împotriva hepatitei acute
În urma apariției cazurilor de hepatită acută de origine necunoscută în rândul copiilor, Organizația Mondială a Sănătății recomandă părinților și îngrijitorilor să aplice următoarele măsuri: spălarea frecventă pe mâini, mai ales după folosirea toaletei și înainte de masă și o bună igienă personală. Se recomandă părinților și îngrijitorilor să fie conștienți de simptomele hepatitei și să contacteze personalul medical pentru orice nelămurire.

## Simptome hepatitei acute
De asemenea, au fost prezentate inclusiv primele simptome ale hepatitei acute. Acestea sunt: diareea, vărsături, dureri de stomac și icter(îngălbenirea porțiunii albe a ochilor și a pielii).